# Championnat de golf amateur des États-Unis messieurs

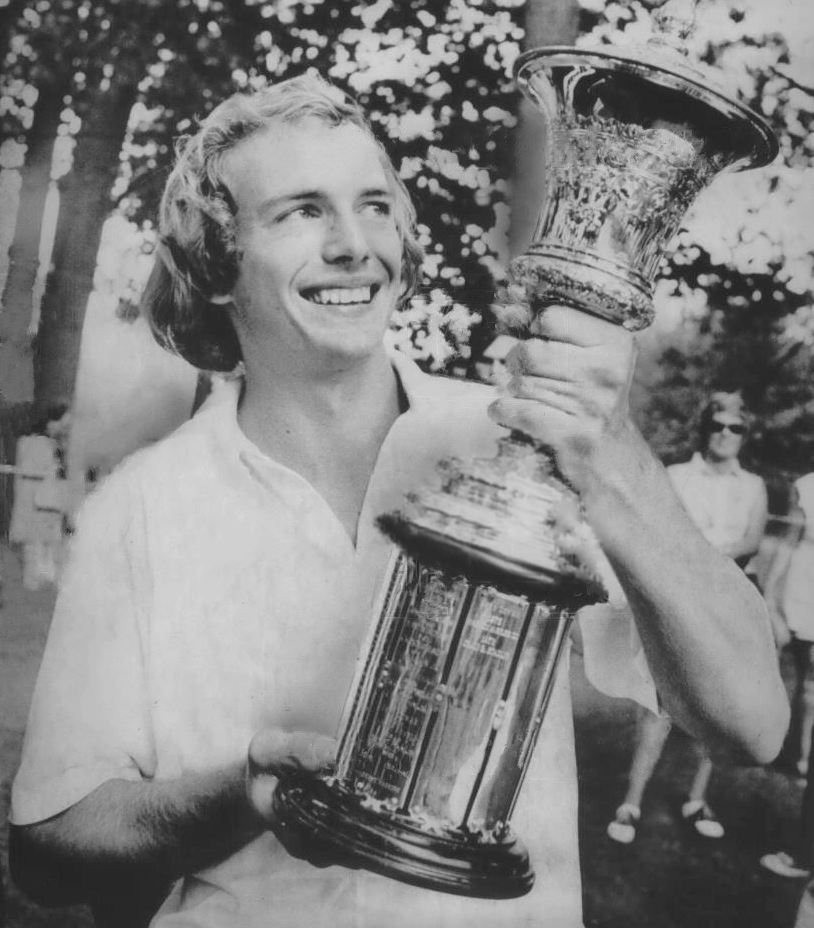
Photo de presse 1974 Jerry Pate, vainqueur du tournoi de golf amateur américain

Le championnat de golf amateur des États-Unis messieurs, aussi appelé US Open amateur, est une compétition de golf annuel disputée aux États-Unis par des golfeurs amateurs. Il est organisé par l'United States Golf Association (USGA).
En 1894, deux tournois de golf appelés championnat national amateur se tiennent aux États-Unis, l'un à Newport Country Club (remporté par William G. Lawrence), l'autre au St Andrew's Golf Club (remporté par Laurence B. Stottard). Cet état de fait incite Charles B. Macdonald du Chicago Golf Club à proposer la création d'une association nationale pour l'autorisation d'un championnat amateur officiel, c'est ainsi que l'Amateur Golf Association of the United States est créé (plus tard renommé United States Golf Association) le 22 décembre de la même année. En 1895, est alors organisé le premier championnat de golf amateur des États-Unis et le premier Open américain, tous deux ayant lieu au Newport Country Club.
Avant que le golf professionnel devienne prépondérant dans le monde du golf, ce tournoi ainsi que le championnat de golf amateur de Grande-Bretagne était considéré comme des tournois majeur. C'est ainsi que lorsque Bobby Jones s'imposa ici, au championnat de golf amateur de Grande-Bretagne, à l'Open américain et à l'Open britannique en 1930, il est admis que celui-ci a réalisé le Grand Chelem. Bien que ce ne soit plus aujourd'hui un majeur, le vainqueur reçoit automatiquement une invitation à tous les tournois majeurs, à l'exception du PGA Championship.
Seuls les amateurs ont droit de participer à ce tournoi, cependant plusieurs grands noms du golf y ont inscrit leurs noms à son palmarès, notamment Bobby Jones (5 fois), Jack Nicklaus (2 fois) ou Tiger Woods (3 fois), le premier a toujours été amateur, tandis que les deux autres sont devenus professionnels ensuite. Avant la Seconde Guerre mondiale, de nombreux anciens professionnels redevenus amateurs participent à ce tournoi. Tiger Woods détient le record du plus jeune vainqueur du tournoi, puisqu'il s'y est imposé à 18 ans.
Actuellement, le tournoi commence par deux jours de stroke play, puis les 64 premiers s'affronte pendant cinq jours en match play pour décider du champion. Tous les matchs se jouent en 18 trous, sauf pour la finale qui comprend 36 trous, en deux parties de 18 trous, l'une disputée le matin, la seconde l'après-midi.

## Palmarès
| Année                                                            | Parcours                          | Vainqueur             | Nationalité      | Score    | Finaliste                   |
| ---------------------------------------------------------------- | --------------------------------- | --------------------- | ---------------- | -------- | --------------------------- |
| 2018                                                             | Pebble Beach Golf Links           | Viktor Hovland        | Norvège          | 6 & 5    | Devon Bling                 |
| 2017                                                             | Riviera Country Club              | Doc Redman            | États-Unis       | 37 trous | Doug Ghim                   |
| 2016                                                             | Oakland Hills Country Club        | Curtis Luck           | Australie        | 6 & 4    | Brad Dalke                  |
| 2015                                                             | Olympia Fields Country Club       | Bryson DeChambeau     | États-Unis       | 7 & 6    | Derek Bard                  |
| 2014                                                             | Atlanta Athletic Club             | Gunn Yang             | Corée du Sud     | 2 & 1    | Corey Conners               |
| 2013                                                             | The Country Club                  | Matthew Fitzpatrick   | Angleterre       | 4 & 3    | Oliver Goss                 |
| 2012                                                             | Cherry Hills Country Club         | Steven Fox            | États-Unis       | 37 trous | Michael Weaver              |
| 2011                                                             | Erin Hills Golf Course            | Kelly Kraft           | États-Unis       | 2 up     | Patrick Cantlay             |
| 2010                                                             | Chambers Bay                      | Peter Uihlein         | États-Unis       | 4 & 2    | David Chung                 |
| 2009                                                             | Southern Hills Country Club       | An Byeong-hun         | Corée du Sud     | 7 & 5    | Ben Martin                  |
| 2008                                                             | Pinehurst Resort                  | Danny Lee             | Nouvelle-Zélande | 5 & 4    | Drew Kittleson              |
| 2007                                                             | Olympic Club                      | Colt Knost            | États-Unis       | 2 & 1    | Michael Thompson            |
| 2006                                                             | Hazeltine National Golf Club      | Richie Ramsay         | Écosse           | 4 & 2    | John Kelly                  |
| 2005                                                             | Merion Golf Club                  | Edoardo Molinari      | Italie           | 4 & 3    | Dillon Dougherty            |
| 2004                                                             | Winged Foot Golf Club             | Ryan Moore            | États-Unis       | 2 up     | Luke List                   |
| 2003                                                             | Oakmont Country Club              | Nick Flanagan         | Australie        | 37 trous | Casey Wittenberg            |
| 2002                                                             | Oakland Hills Country Club        | Ricky Barnes          | États-Unis       | 2 & 1    | Hunter Mahan                |
| 2001                                                             | East Lake Golf Club               | Bubba Dickerson       | États-Unis       | 1 up     | Robert Hamilton             |
| 2000                                                             | Baltusrol Golf Club               | Jeff Quinney          | États-Unis       | 39 trous | James Driscoll              |
| 1999                                                             | Pebble Beach Golf Links           | David Gossett         | États-Unis       | 9 & 8    | Sung Yoon Kim               |
| 1998                                                             | Oak Hill Country Club             | Hank Kuehne           | États-Unis       | 2 & 1    | Tom McKnight                |
| 1997                                                             | Cog Hill Golf & Country Club      | Matt Kuchar           | États-Unis       | 2 & 1    | Joel Kribel                 |
| 1996                                                             | Pumpkin Ridge Golf Club           | Tiger Woods           | États-Unis       | 38 trous | Steve Scott                 |
| 1995                                                             | Newport Country Club              | Tiger Woods           | États-Unis       | 2 up     | Buddy Marucci               |
| 1994                                                             | TPC at Sawgrass                   | Tiger Woods           | États-Unis       | 2 up     | Trip Kuehne                 |
| 1993                                                             | Champions Golf Club               | John Harris           | États-Unis       | 5 & 3    | Danny Ellis                 |
| 1992                                                             | Muirfield Village                 | Justin Leonard        | États-Unis       | 8 & 7    | Tom Scherrer                |
| 1991                                                             | The Honors Golf Club              | Mitch Voges           | États-Unis       | 7 & 6    | Manny Zerman                |
| 1990                                                             | Cherry Hills Country Club         | Phil Mickelson        | États-Unis       | 5 & 4    | Manny Zerman                |
| 1989                                                             | Merion Golf Club                  | Chris Patton          | États-Unis       | 3 & 1    | Danny Green                 |
| 1988                                                             | The Homestead                     | Eric Meeks            | États-Unis       | 7 & 6    | Danny Yates                 |
| 1987                                                             | Jupiter Hills Club                | Billy Mayfair         | États-Unis       | 4 & 3    | Eric Rebmann                |
| 1986                                                             | Shoal Creek                       | Buddy Alexander       | États-Unis       | 5 & 3    | Chris Kite                  |
| 1985                                                             | Montclair Golf Club               | Sam Randolph          | États-Unis       | 1 up     | Peter Persons               |
| 1984                                                             | Oak Tree Golf Club                | Scott Verplank        | États-Unis       | 4 & 3    | Sam Randolph                |
| 1983                                                             | North Shore Country Club          | Jay Sigel             | États-Unis       | 8 & 7    | Chris Perry                 |
| 1982                                                             | The Country Club                  | Jay Sigel             | États-Unis       | 8 & 7    | David Tolley                |
| 1981                                                             | Olympic Club                      | Nathaniel Crosby      | États-Unis       | 1 up     | Brian Lindley               |
| 1980                                                             | Country Club of North Carolina    | Hal Sutton            | États-Unis       | 9 & 8    | Bob Lewis                   |
| 1979                                                             | Canterbury Golf Club              | Mark O'Meara          | États-Unis       | 8 & 7    | John Cook                   |
| 1978                                                             | Plainfield Country Club           | John Cook             | États-Unis       | 5 & 4    | Scott Hoch                  |
| 1977                                                             | Aronimink Golf Club               | John Fought           | États-Unis       | 9 & 8    | Doug Fischesser             |
| 1976                                                             | Bel-Air Country Club              | Bill Sander           | États-Unis       | 8 & 6    | C. Parker Moore Jr.         |
| 1975                                                             | Country Club of Virginia          | Fred Ridley           | États-Unis       | 2 up     | Keith Fergus                |
| 1974                                                             | Ridgewood Country Club            | Jerry Pate            | États-Unis       | 2 & 1    | John R. Grace               |
| 1973                                                             | Inverness Club                    | Craig Stadler         | États-Unis       | 6 & 5    | David Strawn                |
| 1965-72: Stroke play                                             |                                   |                       |                  |          |                             |
| 1972                                                             | Charlotte Country Club            | Vinny Giles           | États-Unis       | 285      | Mark S. Hayes, Ben Crenshaw |
| 1971                                                             | Wilmington Country Club           | Gary Cowan            | Canada           | 280      | Eddie Pearce                |
| 1970                                                             | Waverley Country Club             | Lanny Wadkins         | États-Unis       | 279      | Tom Kite                    |
| 1969                                                             | Oakmont Country Club              | Steve Melnyk          | États-Unis       | 286      | Vinny Giles                 |
| 1968                                                             | Scioto Country Club               | Bruce Fleisher        | États-Unis       | 284      | Vinny Giles                 |
| 1967                                                             | Broadmoor Golf Club               | Bob Dickson           | États-Unis       | 285      | Vinny Giles                 |
| 1966                                                             | Merion Golf Club                  | Gary Cowan            | Canada           | 285      | Deane Beman                 |
| 1965                                                             | Southern Hills Country Club       | Bob Murphy            | États-Unis       | 291      | Bob Dickson                 |
| 1895-1964: Match play                                            |                                   |                       |                  |          |                             |
| 1964                                                             | Canterbury Golf Club              | William C. Campbell   | États-Unis       | 1 up     | Edgar M. Tutwiler           |
| 1963                                                             | Wakonda Club                      | Deane Beman           | États-Unis       | 2 & 1    | R. H. Sikes                 |
| 1962                                                             | Pinehurst Resort                  | Labron Harris, Jr.    | États-Unis       | 1 up     | Downing Gray                |
| 1961                                                             | Pebble Beach Golf Links           | Jack Nicklaus         | États-Unis       | 8 & 6    | Dudley Wysong               |
| 1960                                                             | St. Louis Country Club            | Deane Beman           | États-Unis       | 6 & 4    | Robert W. Gardner           |
| 1959                                                             | Broadmoor Golf Club               | Jack Nicklaus         | États-Unis       | 1 up     | Charles Coe                 |
| 1958                                                             | Olympic Club                      | Charles Coe           | États-Unis       | 5 & 4    | Tommy Aaron                 |
| 1957                                                             | The Country Club                  | Hillman Robbins       | États-Unis       | 5 & 4    | Dr. Frank M. Taylor         |
| 1956                                                             | Knollwood Club                    | Harvie Ward           | États-Unis       | 5 & 4    | Chuck Kocsis                |
| 1955                                                             | Country Club of Virginia          | Harvie Ward           | États-Unis       | 9 & 8    | Bill Hyndman                |
| 1954                                                             | Country Club of Detroit           | Arnold Palmer         | États-Unis       | 1 up     | Robert Sweeny Jr.           |
| 1953                                                             | Oklahoma City Golf & Country Club | Gene Littler          | États-Unis       | 1 up     | Dale Morey                  |
| 1952                                                             | Seattle Golf Club                 | Jack Westland         | États-Unis       | 3 & 2    | Al Mengert                  |
| 1951                                                             | Saucon Valley Country Club        | Billy Maxwell         | États-Unis       | 4 & 3    | Joseph F. Gagliardi         |
| 1950                                                             | Minneapolis Golf Club             | Sam Urzetta           | États-Unis       | 39 trous | Frank Stranahan             |
| 1949                                                             | Oak Hill Country Club             | Charles Coe           | États-Unis       | 11 & 10  | Rufus King                  |
| 1948                                                             | Memphis Country Club              | Willie Turnesa        | États-Unis       | 2 & 1    | Raymond E. Billows          |
| 1947                                                             | Pebble Beach Golf Links           | Skee Riegel           | États-Unis       | 2 & 1    | John Dawson                 |
| 1946                                                             | Baltusrol Golf Club               | Stanley E. Bishop     | États-Unis       | 37 trous | Smiley Quick                |
| 1942-45: Pas de tournoi en raison de la Seconde Guerre mondiale  |                                   |                       |                  |          |                             |
| 1941                                                             | Omaha Field Club                  | Bud Ward              | États-Unis       | 4 & 3    | Pat Abbott                  |
| 1940                                                             | Winged Foot Golf Club             | Dick Chapman          | États-Unis       | 11 & 9   | W. B. McCullough Jr.        |
| 1939                                                             | North Shore Country Club          | Bud Ward              | États-Unis       | 7 & 5    | Raymond E. Billows          |
| 1938                                                             | Oakmont Country Club              | Willie Turnesa        | États-Unis       | 8 & 7    | Pat Abbott                  |
| 1937                                                             | Alderwood Country Club            | Johnny Goodman        | États-Unis       | 2 up     | Raymond E. Billows          |
| 1936                                                             | Garden City Golf Club             | John Fischer          | États-Unis       | 37 trous | Jack McLean                 |
| 1935                                                             | The Country Club                  | Lawson Little         | États-Unis       | 4 & 2    | Walter Emery                |
| 1934                                                             | The Country Club                  | Lawson Little         | États-Unis       | 8 & 7    | David Goldman               |
| 1933                                                             | Kenwood Country Club              | George Dunlap         | États-Unis       | 6 & 5    | Max R. Marston              |
| 1932                                                             | Baltimore Country Club            | Ross Somerville       | Canada           | 2 & 1    | Johnny Goodman              |
| 1931                                                             | Beverly Country Club              | Francis Ouimet        | États-Unis       | 6 & 5    | Jack Westland               |
| 1930                                                             | Merion Golf Club                  | Bobby Jones           | États-Unis       | 8 & 7    | Eugene V. Homans            |
| 1929                                                             | Pebble Beach Golf Links           | Harrison R. Johnston  | États-Unis       | 4 & 3    | Oscar F. Willing            |
| 1928                                                             | Brae Burn Country Club            | Bobby Jones           | États-Unis       | 10 & 9   | Phil Perkins                |
| 1927                                                             | Minikahda Club                    | Bobby Jones           | États-Unis       | 8 & 7    | Chick Evans                 |
| 1926                                                             | Baltusrol Golf Club               | George Von Elm        | États-Unis       | 2 & 1    | Bobby Jones                 |
| 1925                                                             | Oakmont Country Club              | Bobby Jones           | États-Unis       | 8 & 7    | Watts Gunn                  |
| 1924                                                             | Merion Golf Club                  | Bobby Jones           | États-Unis       | 9 & 8    | George Von Elm              |
| 1923                                                             | Flossmoor Country Club            | Max R. Marston        | États-Unis       | 38 trous | Jess Sweetser               |
| 1922                                                             | The Country Club                  | Jess Sweetser         | États-Unis       | 3 & 2    | Chick Evans                 |
| 1921                                                             | St. Louis Country Club            | Jesse P. Guilford     | États-Unis       | 7 & 6    | Robert Gardner              |
| 1920                                                             | Engineers' Country Club           | Chick Evans           | États-Unis       | 7 & 6    | Francis Ouimet              |
| 1919                                                             | Oakmont Country Club              | S. Davidson Herron    | États-Unis       | 5 & 4    | Bobby Jones                 |
| 1917-18: Pas de tournoi en raison de la Première Guerre mondiale |                                   |                       |                  |          |                             |
| 1916                                                             | Merion Golf Club                  | Chick Evans           | États-Unis       | 4 & 3    | Robert Gardner              |
| 1915                                                             | Country Club of Detroit           | Robert Gardner        | États-Unis       | 5 & 4    | John G. Anderson            |
| 1914                                                             | Ekwanok Country Club              | Francis Ouimet        | États-Unis       | 6 & 5    | Jerome Travers              |
| 1913                                                             | Garden City Golf Club             | Jerome Travers        | États-Unis       | 5 & 4    | John G. Anderson            |
| 1912                                                             | Chicago Golf Club                 | Jerome Travers        | États-Unis       | 7 & 6    | Chick Evans                 |
| 1911                                                             | The Apawamis Club                 | Harold Hilton         | Angleterre       | 37 trous | Fred Herreshoff             |
| 1910                                                             | The Country Club                  | William C. Fownes Jr. | États-Unis       | 4 & 3    | Warren Wood                 |
| 1909                                                             | Chicago Golf Club                 | Robert Gardner        | États-Unis       | 4 & 3    | H. Chandler Egan            |
| 1908                                                             | Garden City Golf Club             | Jerome Travers        | États-Unis       | 8 & 7    | Max H. Behr                 |
| 1907                                                             | Euclid Club                       | Jerome Travers        | États-Unis       | 6 & 5    | Archibald Graham            |
| 1906                                                             | Englewood Golf Club               | Eben Byers            | États-Unis       | 2 up     | George Lyon                 |
| 1905                                                             | Chicago Golf Club                 | H. Chandler Egan      | États-Unis       | 6 & 5    | Daniel Sawyer               |
| 1904                                                             | Baltusrol Golf Club               | H. Chandler Egan      | États-Unis       | 8 & 6    | Fred Herreshoff             |
| 1903                                                             | Nassau Country Club               | Walter Travis         | États-Unis       | 5 & 4    | Eben Byers                  |
| 1902                                                             | Glen View Club                    | Louis N. James        | États-Unis       | 4 & 2    | Eben Byers                  |
| 1901                                                             | Atlantic City Country Club        | Walter Travis         | États-Unis       | 5 & 4    | Walter Egan                 |
| 1900                                                             | Garden City Golf Club             | Walter Travis         | États-Unis       | 2 up     | Findlay S. Douglas          |
| 1899                                                             | Onwentsia Club                    | H. M. Harriman        | États-Unis       | 3 & 2    | Findlay S. Douglas          |
| 1898                                                             | Morris County Golf Club           | Findlay S. Douglas    | Écosse           | 5 & 3    | Walter B. Smith             |
| 1897                                                             | Chicago Golf Club                 | H. J. Whigham         | Écosse           | 8 & 6    | W. Rossiter Betts           |
| 1896                                                             | Shinnecock Hills Golf Club        | H. J. Whigham         | Écosse           | 8 & 7    | Joseph G. Thorp             |
| 1895                                                             | Newport Country Club              | Charles B. Macdonald  | États-Unis       | 12 & 11  | Charles Sands               |

## Vainqueurs multiples
Huit golfeurs ont remporté plus d'une fois le tournoi, 2017 inclus:
| Victoires | Joueurs          | Nationalité | Années                       |
| --------- | ---------------- | ----------- | ---------------------------- |
| 5         | Bobby Jones      | États-Unis  | 1924, 1925, 1927, 1928, 1930 |
| 4         | Jerome Travers   | États-Unis  | 1907, 1908, 1912, 1913       |
| 3         | Walter Travis    | États-Unis  | 1900, 1901, 1903             |
| 3         | Tiger Woods      | États-Unis  | 1994, 1995, 1996             |
| 2         | H. J. Whigham    | Écosse      | 1896, 1897                   |
| 2         | H. Chandler Egan | États-Unis  | 1904, 1905                   |
| 2         | Robert Gardner   | États-Unis  | 1909, 1915                   |
| 2         | Chick Evans      | États-Unis  | 1916, 1920                   |
| 2         | Francis Ouimet   | États-Unis  | 1914, 1931                   |
| 2         | Lawson Little    | États-Unis  | 1934, 1935                   |
| 2         | Bud Ward         | États-Unis  | 1939, 1941                   |
| 2         | Willie Turnesa   | États-Unis  | 1938, 1948                   |
| 2         | Harvie Ward      | États-Unis  | 1955, 1956                   |
| 2         | Charles Coe      | États-Unis  | 1949, 1958                   |
| 2         | Jack Nicklaus    | États-Unis  | 1959, 1961                   |
| 2         | Deane Beman      | États-Unis  | 1960, 1963                   |
| 2         | Gary Cowan       | Canada      | 1966, 1971                   |
| 2         | Jay Sigel        | États-Unis  | 1982, 1983                   |

Onze golfeurs ont remporté le championnat amateur US et l'Open américain, 2015 inclus. En gras, les golfeurs qui ont remporté les deux tournois la même année.
| Joueur         | Nationalité | Championnat amateur Américain | Open Américain         |
| -------------- | ----------- | ----------------------------- | ---------------------- |
| Jerome Travers | États-Unis  | 1907, 1908, 1912, 1913        | 1915                   |
| Francis Ouimet | États-Unis  | 1914, 1931                    | 1913                   |
| Chick Evans    | États-Unis  | 1916, 1920                    | 1916                   |
| Bobby Jones    | États-Unis  | 1924, 1925, 1927, 1928, 1930  | 1923, 1926, 1929, 1930 |
| Lawson Little  | États-Unis  | 1934, 1935                    | 1940                   |
| Johnny Goodman | États-Unis  | 1937                          | 1933                   |
| Gene Littler   | États-Unis  | 1953                          | 1961                   |
| Arnold Palmer  | États-Unis  | 1954                          | 1960                   |
| Jack Nicklaus  | États-Unis  | 1959, 1961                    | 1962, 1967, 1972, 1980 |
| Jerry Pate     | États-Unis  | 1974                          | 1976                   |
| Tiger Woods    | États-Unis  | 1994, 1995, 1996              | 2000, 2002, 2008       |

Treize golfeurs ont remporté le championnat amateur US et le championnat amateur de Grande-Bretagne, 2015 inclus. En gras, les golfeurs qui ont remporté les deux tournois la même année.
| Joueur         | Championnat amateur Américain | championnat amateur de Grande-Bretagne |
| -------------- | ----------------------------- | -------------------------------------- |
| Walter Travis  | 1900, 1901, 1903              | 1904                                   |
| Harold Hilton  | 1911                          | 1900, 1901, 1911, 1913                 |
| Jess Sweetser  | 1922                          | 1926                                   |
| Bobby Jones    | 1924, 1925, 1927, 1928, 1930  | 1930 British                           |
| Lawson Little  | 1934, 1935                    | 1934, 1935                             |
| Willie Turnesa | 1938, 1948                    | 1947                                   |
| Dick Chapman   | 1940                          | 1951                                   |
| Harvie Ward    | 1955, 1956                    | 1952                                   |
| Deane Beman    | 1960, 1963                    | 1959 British                           |
| Bob Dickson    | 1967                          | 1967                                   |
| Steve Melnyk   | 1969                          | 1971                                   |
| Vinny Giles    | 1972                          | 1975                                   |
| Jay Sigel      | 1982, 1983                    | 1979 British                           |

Bobby Jones a réalisé le grand chelem en 1930 en remportant le championnat amateur des États-Unis et de Grande-Bretagne, ainsi que les Opens américain et britannique.

## Parcours ayant accueilli le tournoi plusieurs fois
| Editions | Parcours                | Années                             |
| -------- | ----------------------- | ---------------------------------- |
| 6        | Merion Golf Club        | 1916, 1924, 1930, 1966, 1989, 2005 |
| 6        | The Country Club        | 1910, 1922, 1934, 1957, 1982, 2013 |
| 5        | Oakmont Country Club    | 1919, 1925, 1938, 1969, 2003       |
| 4        | Chicago Golf Club       | 1897, 1905, 1909, 1912             |
| 4        | Garden City Golf Club   | 1900, 1908, 1913, 1936             |
| 4        | Baltusrol Golf Club     | 1904, 1906, 1946, 2000             |
| 4        | Pebble Beach Golf Links | 1929, 1947, 1961, 1999             |

## Editions futurs
| Année | Parcours                        | Ville        | Etats            |
| ----- | ------------------------------- | ------------ | ---------------- |
| 2018  | Pebble Beach Golf Links         | Pebble Beach | Californie       |
| 2019  | Pinehurst Resort & Country Club | Pinehurst    | Caroline du Nord |
| 2020  | Bandon Dunes Golf Resort        | Bandon       | Oregon           |

Source